# Azad Corlu
Azad Corlu (født 12. januar 1991) er en dansk tidligere fodboldspiller og nuværende assistenttræner for Roskilde FC. Han er desuden fodboldekspert for sportsmediet Mediano
Han spillede for det meste som offensiv midt eller kantspiller. 

## Landsholdskarriere
Han har pr. 14. maj 2009 spillet i alt 23 kampe for de danske ungdomslandshold.